# Сръбска агресия над Македония (1994)
Сръбската агресия срещу Македония (1994 г.) се извършва на 14 юни 1994 г., когато армията на СР Югославия навлиза на 250 метра в територията на Република Македония при местността Чупино бърдо, близо до село Луке, край Крива паланка. Според сръбски източници е имало и минохвъргачен огън от частите на Армията на Република Македония. Инцидентът в Чупино бърдо е и първата акция на новосформирания отряд „Вълци“. Незаконната военна окупация на част от македонската държавна територия заплашва с прерастване в открит въоръжен конфликт между двете държави.
Армията на СР Югославия се изтегля от Чупино Бърдо на 2 юли 1994 година, без да има жертви или ранени от двете страни.

## Събитието

### Граничен инцидент при Чупино Бърдо на македонско-сръбската граница
На 14 юни 1994 г. официални военни части на армията на тогавашната СРЮ са незаконно прехвърлени в държавната територия на Република Македония, т.е. окупиран е връх Стража (кота 1703) на хълма Чупин. Първият индикатор за наличието на готовност и воля за използване на политическо насилие срещу Република Македония е незаконното прехвърляне на официални войскови части от Армията на СРЮ на държавната територия на Република Македония на 9 юни 1994 г., тоест военното превземане на връх Стража (кота 1703) при Чупино бърдо. Тази незаконна военна окупация на част от македонското държавно пространство заплашва да прерасне в открит въоръжен конфликт между двете държави. След предприети дипломатически стъпки от правителството на Република Македония и с посредничеството на UNPROFOR, които осъществяват преки контакти с представители на СРЮ, частите на югославската армия се изтеглят от вр. Стража на 3 юли, последният ден на определния срок за изтегляне.
Има вероятност тази форма на политическо насилие от страна на великосръбската хегемония да е пресметната и съчетана с икономическото и транспортно ембарго срещу Република Македония от страна на Гърция, което допълнително да затрудни транспортния капацитет на определени пътни направления. Иначе от военно-стратегическа гледна точка на армията на СРЮ, незаконната военна окупация се извършва в условията на солидна концентрационна база и относително благоприятни военно-географски условия за започване и поддържане на военни действия в общото направление на военните действия от север, по-специално в зоната на Южноморавско-Вардарското оперативно направление. От гледна точка на района на незаконното военно завземане/окупация, това е второстепенно направление, тоест направлението Чупино бърдо – с. Луке, който е труднопроходим и подходящ изключително за пехотни части в сила от 2-3 леки пехотни батальона, които ще бъдат въведени в няколко ешелона в дълбочина. При този вариант на военна агресия с ограничена цел стратегическите обекти и цели на агресора най-вероятно биха били Скопие (превземането му или заплахата от превземане), а след това Куманово и Тетово.

### Причина за инцидента
Едно от най-вероятните предположения за повод за инцидента е самото формиране на АРМ през 1992 г. и по-специално на елитната част "Вълци" . Негов основател, както е известно, е тогавашният първокласен капитан Мирослав Стояновски . Бившият командир на антитерористичната част на ЮНА, разположена в Ниш, се смята за много способен специалист. Стояновски е още по-интересен, защото преди да дойде в Македония, той участва в агресията на ЮНА в Хърватия. Хърватски ветерани го обвиняват в участие в клането на хърватски цивилни, но обвинения формално не са повдигнати.